# Barlaque
Barlaque is een buurtschap  in de gemeente Moerdijk in de Nederlandse provincie Noord-Brabant. Het ligt in het zuiden van de gemeente, tussen Fijnaart en Standdaarbuiten.
Barlaque is vernoemd naar de Barlaecke, een kreek die de Mark verbond met de Dintel en de Mooie Keene, en die nabij Barlaque daarin uitmondde.
Steden: Klundert · Willemstad · Zevenbergen

Dorpen: Fijnaart · Moerdijk · Heijningen · Helwijk · Langeweg · Noordhoek · Standdaarbuiten · Zevenbergschen Hoek 

Buurtschappen: Achterdijk · Barlaque · Bovensluis · Drie Hoefijzers · Driehoek · De Druif · Hoekske · Kade · Kreek · Kwartier · Lochtenburg · Nieuwemolen · Noordschans · Oranjeoord · Oudemolen · Pelikaan · Roodevaart · Stadse Dijk · Strooiendorp · Tonnekreek · Zevenhuizen · Zwingelspaan

Noord-Brabant: Steden en dorpen      Nederland: Provincies · Gemeenten